# Кар-Концијап (Асколи Пичено)
Кар-Концијап (итал. Car-Conziap) насеље је у Италији у округу Асколи Пичено, региону Марке.
Према процени из 2011. у насељу је живело 156 становника. Насеље се налази на надморској висини од 68 м.